# 鲁迅墓

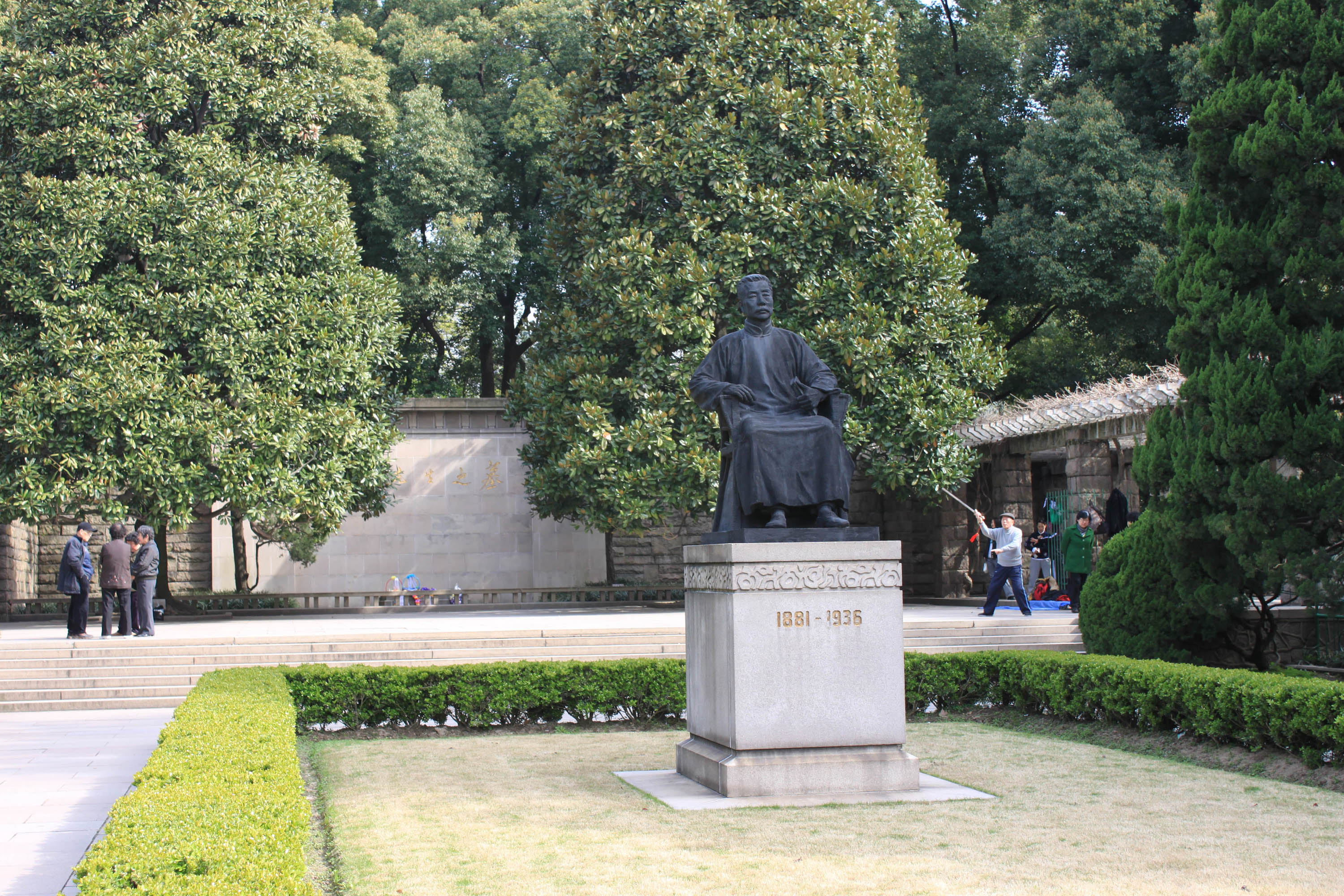
鲁迅墓前的鲁迅铜像

鲁迅墓是著名文学家鲁迅的墓地，位于中國上海市虹口区欧阳路街道鲁迅公园西北角，占地1,600平方米，建成于1956年，同年鲁迅的遗体由万国公墓迁葬入该墓。
1961年3月4日，中华人民共和国国务院公布鲁迅墓为第一批全国重点文物保护单位。1964年7月，鲁迅墓的具体范围最终划定。它由上海鲁迅纪念馆维护。

## 历史

### 现代
鲁迅，原名周樟寿，后改名周树人，浙江绍兴人，文学家，新文化运动的领导者之一。他的作品除了诗、散文、杂文之外，还有大量的外文翻译作品。1936年10月19日，鲁迅在上海的寓所里逝世，并被安葬在上海万国公墓中，墓地选定在宋氏墓区的东首F区，编号为406—413穴位。原墓址上仅有一些低矮的土堆，1937年在土堆的北侧新建了一块高71.2厘米，顶宽31.5厘米，底宽58厘米的梯形水泥墓碑，墓碑上嵌有一块高38厘米、宽25厘米的鲁迅陶制雕像，上面刻有周海婴所书“鲁迅先生之墓”字样:32。抗日战争爆发后，万国公墓陷入无人看管的状态，鲁迅墓址旁的冬青树被拔走，墓碑遭到轻微损毁，不久后墓碑的损毁部分被内山完造出资修复。1939年，鲁迅墓遭到严重毁坏，墓碑上的陶制雕像被人为击碎。抗日战争胜利后，许广平设计了鲁迅墓墓碑的新样式。1946年10月，中华全国文协在上海举行鲁迅先生逝世10周年的纪念大会，与会者达到2000余人。第二天，约300余名社会各界人士前往鲁迅墓扫墓，周恩来与许广平在墓前各种植了一棵柏树:34。1947年，鲁迅墓的地表部分重新休整，原墓碑在被取出后横向埋在墓地右前方的土里，并在原处安放了新的墓碑。新墓碑为野山式花岗石碑，高97厘米，宽87厘米。碑面嵌黑石碑一块，高66厘米，宽60厘米。碑上镶瓷质烧制的“鲁迅先生遗像”，呈长椭园形，像下刻着周建人所书“鲁迅先生之墓，一八八一年九月二十五日生于绍兴，一九三六年十月十九日卒于上海”的阴文金字碑文。此外，在墓的南侧新修建了3级花岗岩台阶，台阶上方摆放有供人祭奠用的3只石花瓶:39。

### 当代
1952年春，华东文化部等有关部门经过讨论，选择临近鲁迅故居、鲁迅生前到过的虹口公园建新墓。1956年1月，鲁迅逝世20周年时，中华人民共和国国务院做出了迁移鲁迅墓的决定，时任上海市人民委员会市长陈毅亲自组建了“鲁迅墓迁墓委员会”，该委员会主要由鲁迅的亲属和好友，以及华东和上海的相关官员组成。新的墓穴位于虹口公园。是年6月，上海市人民政府请了一些专家设计新墓和鲁迅纪念馆。经北京方面评审，最终决定采用陈植和汪定曾的方案，由陈植负责鲁迅墓的设计。1956年7月19日，开工修建，并于10月9日完工。1956年10月14日，中共上海市委举行仪式，将鲁迅的棺木从万国公墓礼堂迁移至新墓穴内。毛泽东为新墓穴题字“鲁迅先生之墓”。原墓地同时保留。10月25日，正式对外开放。1961年3月4日，全国重点文物保护单位的石碑在鲁迅墓前落成:46。1964年7月，经文化部批准，确定鲁迅墓保护范围。1966年，文化大革命当中，鲁迅墓的原墓地连同周围的其他墓穴全部遭到拆毁填平，原土地改作工业废品堆积的场地。1973年，鲁迅纪念馆工作人员将原鲁迅墓的两块墓碑从堆积的废旧材料下方挖出，保存进纪念馆的库房中。

## 结构
鲁迅墓位于鲁迅公园西北部，占地1600平方米。墓地呈长方形，用2000多块细密坚实的苏州金山花岗石建成。整座墓葬分为三层平台：第一层与道路连成一个小广场；第二层平台中间是一块长方形天鹅绒的草坪，平台两侧各有一封闭式花坛，栽种有樱花、海棠、腊梅、龙柏、桂花、翠柏等，草坪中央矗立着鲁迅铜像，该铜像为萧传玖所造，造型为鲁迅坐在藤椅上，左手执书，右手搭在椅子的扶手上，铜像基座上刻有鲁迅的生卒年份“1881～1936”，上部的花饰浮雕采用鲁迅生前亲自设计的《坟》一书扉页的云彩部分；第三层平台左右有两株胸径达0.4米的广玉兰，正面是一座高5.28米，宽10米的花岗石墓碑，上面镌着毛泽东的镏金手书“鲁迅先生之墓”，碑旁有从原墓址移植而来的许广平、周恩来亲植的桧柏，碑下为3.36米长、2.02米宽、0.45米高的长方形墓室，里面安放着鲁迅的棺木。平台两侧墓道为石柱花廊，植紫藤、凌霄。墓地前面是一片草坪。墓碑后面从东到西，是屏风式土山，上面种满香樟，香樟林边缘栽种有樱花、夹竹桃等树木。

## 纪念与保护
2001年6月，上海鲁迅纪念馆（包括鲁迅墓、鲁迅故居）被中共中央宣传部命名为“全国爱国主义教育示范基地”。清明节时，部分上海市民会自发来到鲁迅墓进行纪念活动。2013年8月28日，鲁迅公园展开了为期1年的大修，对园内包括鲁迅墓在内的主要纪念性建筑和功能性建筑进行了修缮。自2006年起，上海鲁迅纪念馆每年均会举行“追寻鲁迅足迹”纪念活动。